# Тьюксбери (Массачусетс)
Тьюксбери (Tewksbury) — город в округе Мидлсекс, штат Массачусетс, США. По данным переписи за 2010 год в городе проживало 28 961 человек.

## История
Тьюксбери был основан в 1637 году, и официально зарегистрирован как город в 1734 году. Нет документальных доказательств тому что город был назван в честь английского города Тьюксбери Несмотря на это совместно с Тьюксбери в штате Нью-Джерси города взаимодействуют как города-побратимы. Одним из старейших участков города является район около реки Шоушин. Тьюксбери был также известен историческим визитом президента Эндрю Джексона, который посетил там таверну Брауна.
24 июля 1857 года, мощный смерч пронёсся по Тьюксбери. Смерч начался в районе Раунд Понд и отправился на запад, а затем к юго-востоку от реки Шоушин, затем буря рассеялась над Северным Уилмингтоном. Много кукурузных полей и садов были сильно повреждены, с нескольких домов были сорваны крыши. Торнадо было достаточно мощным, чтобы разрушить амбары и сараи, повалить большие деревья с корнем, и убить стадо быков. В связи с малой плотностью населения и малого количества домов, расположенных над долиной, никто не погиб, и только несколько человек были ранены.

## География
По данным Бюро переписи населения США, город имеет общую площадь 55 км², из которых 54 км² занимает земля и 0,78 км², или 1,61 % от всей площади, занимает вода.
Река Мерримак является частью северной границы Тьюксбери, а река Шоушин (англ.) проходит через южную части города. Город расположен примерно в 19 милях (31 км) к северо-северо-западу от Бостона. Тьюксбери граничит с городами Лоуэлл на северо-западе, Дракат (англ.) на севере, Андовер на севере-востоке, Уилмингтон на юго-востоке и Билерика (англ.) на юго-западе.

## Демография
| Год переписи | Нас.  |  | %±     |
| ------------ | ----- |  | ------ |
| 1850         | 1044  |  | —      |
| 1860         | 1744  |  | 67%    |
| 1870         | 1944  |  | 11,5%  |
| 1880         | 2179  |  | 12,1%  |
| 1890         | 2515  |  | 15,4%  |
| 1900         | 3683  |  | 46,4%  |
| 1910         | 3750  |  | 1,8%   |
| 1920         | 4450  |  | 18,7%  |
| 1930         | 5585  |  | 25,5%  |
| 1940         | 6261  |  | 12,1%  |
| 1950         | 7505  |  | 19,9%  |
| 1960         | 15902 |  | 111,9% |
| 1970         | 22755 |  | 43,1%  |
| 1980         | 24635 |  | 8,3%   |
| 1990         | 27266 |  | 10,7%  |
| 2000         | 28851 |  | 5,8%   |
| 2010         | 28961 |  | 0,4%   |
| 2014         | 29718 |  | 2,6%   |

По данным переписи 2010 года население Тьюксбери составляло 28 961 человек (из них 48,5 % мужчин и 51,5 % женщин), в городе было 10 492 домашних хозяйств и 7744 семей. На территории города было расположено 10 848 построек со средней плотностью 199,0 построек на один квадратный километр суши. Расовый состав: белые — 94,4 %, афроамериканцы — 1,1 %, азиаты — 2,7 %, коренные американцы — 0,1 %.
Население города по возрастному диапазону по данным переписи 2010 года распределилось следующим образом: 22,6 % — жители младше 18 лет, 3,0 % — между 18 и 21 годами, 59,9 % — от 21 до 65 лет и 14,5 % — в возрасте 65 лет и старше. Средний возраст населения — 42,8 года. На каждые 100 женщин в Тьюксбери приходилось 94,2 мужчины, при этом на 100 совершеннолетних женщин приходилось уже 91,4 мужчина сопоставимого возраста.
Из 10 492 домашних хозяйств 73,8 % представляли собой семьи: 60,6 % совместно проживающих супружеских пар (25,8 % с детьми младше 18 лет); 9,9 % — женщины, проживающие без мужей и 3,3 % — мужчины, проживающие без жён. 26,2 % не имели семьи. В среднем домашнее хозяйство ведут 2,70 человека, а средний размер семьи — 3,18 человека. В одиночестве проживали 21,5 % населения, 9,4 % составляли одинокие пожилые люди (старше 65 лет).
В 2014 году из 24 424 человек старше 16 лет имели работу 16 105. При этом мужчины имели медианный доход в 70 459 долларов США в год против 87 496 долларов среднегодового дохода у женщин. В 2014 году медианный доход на семью оценивался в 108 100 $, на домашнее хозяйство — в 87 496 $. Доход на душу населения — 40 201 $ в год.